# Jörg Rosskopf
Jörg Rosskopf (též Jörg Roßkopf; * 22. května 1969) je bývalý vynikající německý stolní tenista, který se po řadu let pohyboval v širší evropské i světové špičce.
Jednalo se o leváka s evropským držením pálky. Byl představitelem velmi agresívního útočného stylu, kdy namísto delších technických výměn hráč využívá zejména maximální tvrdost úderů a tzv. „hru na riziko“.

## Dosažené úspěchy
Rosskopfovým největším individuálním úspěchem je bronzová medaile z dvouhry na olympiádě v Atlantě z roku 1996, kde v dramatickém zápase o bronz porazil Petra Korbela, a vítězství ve Světovém poháru v roce 1998 v Šan-tchou.
Kromě toho je Rosskopf mistrem světa (1989), mistrem Evropy (1998) a stříbrným olympijským medailistou (1992 v Barceloně) ve čtyřhře mužů. Kariéru ukončil v roce 2010.